# ریموند مک‌کی
ریموند مک‌کی (انگلیسی: Raymond McKee؛ ‏ ۷ دسامبر ۱۸۹۲ – ۳ اکتبر ۱۹۸۴) بازیگر اهل ایالات متحده آمریکا بود که مابین سال‌های ۱۹۱۲ تا ۱۹۳۵ میلادی، در ۱۷۳ فیلم سینمایی بازی کرد.

## گزیده فیلم‌شناسی
- اختراع ادیسون باگ (۱۹۱۶)
- آپارتمان‌های همتا (۱۹۱۶)
- خدمتکار سفارشی (۱۹۱۶)
- در پایکس‌ویل روی داد (۱۹۱۶)
- هالو و دانشجوهای سال دوم (۱۹۱۵)
- و همین لباس زیباست (۱۹۱۵)
- تعداد ناکافی پلیس (۱۹۱۵)
- بچه بیچاره (۱۹۱۵)
- چه کار آسانی (۱۹۱۵)
- غول آدم‌خوار (۱۹۱۵)
- انتخاب او (۱۹۱۵)
- دستگیری بد بیل (۱۹۱۵)
- رویارویی موفقیت‌آمیز (۱۹۱۵)
- ایمنی افتضاح (۱۹۱۵)
- دیدار پُرهزینه (۱۹۱۵)
- بچهٔ برنده (۱۹۱۵)
- خیاط نابکار (۱۹۱۵)
- آنها شبیه به هم بودند (۱۹۱۵)
- پپه‌ها در ساحل (۱۹۱۴)
- او شلوارش را می‌خواست (۱۹۱۴)
- شرافت پلیس (۱۹۱۴)
- عشق، دلیل ازدواج او بود (۱۹۱۴)
- دختر قاچاقچی (۱۹۱۴)
- وقتی بازیگر ناشی بازمی‌گردد (۱۹۱۴)
- جیمز حسود (۱۹۱۴)
- سنجاق شانس میاره (۱۹۱۴)
- هشدار سبز (۱۹۱۴)
- ارثیه دخترک خدمتکار (۱۹۱۴)
- خوشامدگویی به عمه (۱۹۱۴)
- کرم‌ها حمله خواهند کرد (۱۹۱۴)
- عروس ربوده‌شده (۱۹۱۴)
- حرکتش طولانی باد (۱۹۱۴)
- عاشقانه‌ای در بروئری‌تاون (۱۹۱۴)
- یک سوگنامه تانگو (۱۹۱۴)
- به‌خاطر دو سنجاق سینه (۱۹۱۴)
- کابوی‌های خاص (۱۹۱۴)
- او برنده یک مزرعه شد (۱۹۱۴)
- بابای زرنگ (۱۹۱۴)